# Círculo lingüístico de Copenhague
El Círculo Lingüístico de Copenhague fue una asociación de lingüistas daneses, fundada por Louis Hjelmslev y otros lingüistas en 1931.
Con claras influencias del Círculo Lingüístico de Praga, pretendían crear un foro de estudio para lingüistas que propiciara la investigación en este campo.
Tras el primer Congreso Internacional de Lingüistas de La Haya, en 1928, Hjelmslev se vio profundamente impresionado por el Círculo Lingüístico de Praga y por las novedosas tesis que sus componentes habían defendido. Así, de vuelta en Copenhague, fundó el nuevo Círculo junto con sus amigos, los romanistas Viggo Brondal y Knud Togeby; más tarde se incorporarían el fonetista Hans Jørgen Uldall y otros lingüistas más sin tanto renombre.
Al principio, su trabajo se centró en la fonología, pero más tarde derivó hacia un estructuralismo heredero de Ferdinand de Saussure, pero llevando sus postulados hasta sus últimas consecuencias.
El número de miembros del grupo aumentó rápidamente, dando lugar a una gran cantidad de publicaciones, incluida una serie de obras notables publicadas de forma irregular bajo el nombre Trabajos del Círculo Lingüístico de Copenhague.
Se creó un Boletín, seguido de una revista internacional de investigación estructuralista, los Acta Lingüística (más tarde llamados Acta Lingüística Hafniensia).
Excepto durante un breve paréntesis entre 1934 y 1937, período en el que trabajó con Uldall en la glosemática, Hjelmslev fue presidente del Círculo, abandonando el cargo poco antes de su muerte en 1965.